# Camanche
Camanche és una població dels Estats Units a l'estat d'Iowa. Segons el cens del 2000 tenia 4.215 habitants.

## Demografia
Segons el cens del 2000, Camanche tenia 4.215 habitants, 1.781 habitatges, i 1.241 famílies. La densitat de població era de 186,6 habitants per km².
Dels 1.781 habitatges en un 28,7% hi vivien nens de menys de 18 anys, en un 57,6% hi vivien parelles casades, en un 9,3% dones solteres, i en un 30,3% no eren unitats familiars. En el 26,4% dels habitatges hi vivien persones soles el 10,1% de les quals corresponia a persones de 65 anys o més que vivien soles. El nombre mitjà de persones vivint en cada habitatge era de 2,37 i el nombre mitjà de persones que vivien en cada família era de 2,85.
Per edats la població es repartia de la següent manera: un 22,9% tenia menys de 18 anys, un 7,9% entre 18 i 24, un 26,5% entre 25 i 44, un 28,7% de 45 a 60 i un 14% 65 anys o més.
L'edat mediana era de 40 anys. Per cada 100 dones de 18 o més anys hi havia 93,5 homes.
La renda mediana per habitatge era de 42.078 $ i la renda mediana per família de 51.583 $. Els homes tenien una renda mediana de 38.324 $ mentre que les dones 20.904 $. La renda per capita de la població era de 19.456 $. Entorn del 4,3% de les famílies i el 5,2% de la població estaven per davall del llindar de pobresa.

## Poblacions més properes
El següent diagrama mostra les poblacions més properes.